# Port lotniczy Fajsalabad
Port lotniczy Fajsalabad (IATA: LYP, ICAO: OPFA) – międzynarodowy port lotniczy położony w mieście Fajsalabad, w prowincji Pendżab, w Pakistanie.